# Izaak Wajnberg
Izaak Wajnberg (ur. 1878, zm. 1943) – polski filolog, orientalista.

## Życiorys
Był pionierem etiopistyki w Polsce. Autor studiów o języku tigrinia.

## Wybrane publikacje
- Czarownik, kapłan, król : wykłady o pierwotnych dziejach instytucji królewskiej, Warszawa 1911. (praca Frazera, Wajnberg dokonał jej przekładu[1])
- Étude sur les quadrilitères tigrińa, Lwów: Polskie Towarzystwo Orjentalistyczne 1935.
- Studia nad pierwiastkami czterospółgłoskowymi w narzeczu Tigrina, Kraków 1936.
- Researches in tigriña quadriliterals of phonetic origin = Badania nad czterospółgłoskowcami pochodzenia fonetycznego w narzeczu tigriña, Kraków: Polska Akademia Umiejętności 1937.